# Henry "Bass" Edwards
Henry "Bass" Edwards (? - ?) was een Amerikaanse tubaïst en bas-baritonsaxofonist.
Edwards, afkomstig uit Atlanta, speelde tuba vanaf zijn veertiende. Na in enkele symfonische orkesten te hebben gespeeld, werd hij halverwege 1925 tubaïst in het jazz-orkest van Duke Ellington, waar hij de muzikant met de meeste ervaring was. Hij speelde hier enige tijd, ook baritonsaxofoon, mogelijk tot 1927 of later. Met de band maakte hij ook opnames. Na zijn periode bij Ellington speelde hij in concert-orkesten en orkesten die lichte muziek speelden.

## Discografie (selectie)
met Duke Ellington:
- OKeh Ellington, CBS, 1991
- Volume 1 1924-1929 The Alternative Takes in Chronological Order, Neatwork Records, 2001